# Juan Fuerte
Juan José Villaseñor Fuerte (1988) es un pintor, muralista y artista gráfico mexicano. La mayor parte de su obra se concentra en la capital michoacana; célebre por la elaboración del Macromural "Fuerza del Trabajador", ubicado en el Mercado de la Antigua Feria en Morelia, Michoacán, considerado (con 72 m de largo) el mural más grande en la ciudad realizado por una persona.
Juan Fuerte destaca la importancia de la 'acupuntura urbana', misma de la que se declara defensor, la cual es una teoría del ecologismo urbano que consiste en el saneamiento paulatino de una ciudad a través de intervenciones selectivas en lugares específicos dentro de la misma, lo cual Juan logra a través de la pintura en puntos estratégicos de la ciudad de Morelia, haciendo de la misma un museo urbano.
Recientemente, su participación con el mural titulado "Acuecucyoticihuati" -que hace referencia a Chalchiuhtlicue, la diosa mexica de los ríos y mares- en Ciudad de México lo llevó a resultar finalista y ganador en el Concurso HidroARTE 2016 (convocatoria 2015) -en la categoría 'Habilidad Técnica'-, mismo que organiza el Programa de Cultura del Agua y Arte Urbano del Gobierno de la Ciudad de México.

## Reseña biográfica
Nacido en Morelia, Michoacán, Mex., en 1988. Realizó sus estudios en Arquitectura en la Facultad de Arquitectura de la Universidad Michoacana de San Nicolás de Hidalgo, mismos que concluyó en el año 2010, además de una breve estancia en la Facultad de Bellas Artes.
A partir del 2014 (a sus 26 años), inició decididamente su trayectoria como muralista dedicándose de tiempo completo al arte público. Inspirado en los trabajos de la Brigada Muralista 'Ramona Parra' -en Sudamérica- y del pintor chileno Alejandro "el mono" González, realizó sus primeras pinturas murales en el norte y centro de su ciudad natal con un enfoque preponderantemente antropocentrista: anatomías humanas en diversas posiciones expresadas en formas predominantemente circulares; esta colección de 23 murales en total es un análisis pictórico -en torno a las circunferencias- de la flexión y articulación del cuerpo humano, dejando entrever diferentes emociones humanas implícitas en cada postura. A esta serie gráfica la tituló "Cuerpos".
Posteriormente enriqueció su técnica pictórica, integrando más formas visuales (fitomórfica y zoomórfica) y perfeccionando su técnica hasta desarrollar un estilo gráfico propio, el cual se caracteriza principalmente por la delimitación de formas mediante gruesos contornos negros, manejo de sombras y degradación de color, la incorporación de múltiples formas dentro de una misma temática visual (frecuentemente impregnada de simbolismos regionales), una amplia paleta de colores y, en ocasiones, simetría bilateral (como en sus murales "Betta", "Acuecucyoticihuati", "Máscaras", "Mestizos", "Piscis", "Madre Luna", "Nuestra Fuerza", Hombres del Maíz" y "Fuiste ave de paso").
Sus principales influencias en la representación mural son Jorge González Camarena, David Alfaro Siqueiros  y Oswaldo Guayasamín, que así mismo han influido en su postura ante el arte público. En el ámbito de la Arquitectura, se ve profundamente influido por el Manifiesto "Arquitectura Emocional" de Mathías Goeritz.
El tamaño de sus pinturas abarca desde el marco de una puerta hasta la fachada de una casa o edificio. Sin embargo, su obra más grande hasta el momento -y a su vez, la más destacada- es un macromural de 72 metros de largo y 2.5 (en promedio) de alto ubicado en el Antiguo Recinto Ferial sobre el Periférico Norte de la ciudad de Morelia, mismo que tituló "Esencia Michoacana, Fuerza del Trabajador" (resumido comúnmente como "Fuerza del Trabajador") y en el que plasma, de manera general, la vida de los agricultores y mercaderes y las distintas etapas de la cadena de producción de los alimentos y materias primas. Su elaboración abarcó un par de semanas en el bocetaje y un mes en su realización efectiva. Con 180 metros cuadrados de superficie, es el mural más grande de la ciudad elaborado en trabajo solitario (por una sola persona), inaugurado oficialmente la mañana del 11 de junio de 2015 y abierto al público desde entonces, en el horario de función del Mercado de la Antigua Feria.
Desde entonces, el joven muralista continuó pintando en los 4 cuadrantes de la ciudad, utilizando el espacio público como su lienzo de expresión, como parte de un proyecto personal y a manera de tributo artístico y cultural a la capital michoacana. Hasta la fecha ha realizado un total de 66 murales, incluyendo 24 murales antropomórficos (Serie Cuerpos), 37 murales politemáticos, 4 megamurales y 1 macromural ("Fuerza del Trabajador"). Sin embargo también reúne en su repertorio artístico ilustraciones de menor tamaño (en centímetros) a través de varias técnicas, como el carboncillo, lápiz de color, marcador, tinta y sanguina; e inclusive, el artista gráfico ahora comienza a experimentar con la escultura en barro como alumno destacado del Taller de Escultura y Cerámica "Coatlicue".
En últimas fechas, ha sido invitado de honor en la Conferencia Magistral sobre la pintura al fresco –que tuvo lugar en el Museo de Arte Prehispánico "Rufino Tamayo"– y en la celebración del IV Aniversario del Conjunto Monumental de Atzompa –que tuvo lugar en el Museo Comunitario de Santa María Atzompa– en cuya exposición temporal participó con su mural titulado "Los Binigulaza".
Su obra mural más reciente actualmente decora el espacio circundante del Mercado de Artesanías de Santa María Atzompa -en Oaxaca- en colaboración con una brigada muralista temporal integrada por amigos y colegas de la Organización Cauce Ciudadano Oaxaca A.C., reinterpretando de forma gráfica obras plásticas en barro y cerámica realizadas dentro del proyecto "Participación Económica de las Mujeres e Incidencia en el Ámbito Público" llevado a cabo en el mismo municipio.
A través de la pintura en las calles, Juan clama dignificar el espacio y la ciudad para sus habitantes, pues considera el Arte "una parte importante del mecanismo que puede conducir al mejoramiento de las ciudades", con lo que reafirma su enfoque social en su quehacer artístico.

## Obras Destacadas

### En Morelia
- Fuerza del Trabajador (72 x 2,5 m)
- Betta (5 x 3 m)
- Acuario (6,1 x 2,65 m)
- Origen de la Vida (3 x 2,3 m)
- Celebrando la Vida (5,2 x 3,6 m)
- Nostalgia de tu Partida (6 x 2,7 m)
- Homenaje al Rebozo (6 x 4 m)

### Externas
- Cuerauáperi (6 x 8 m) - Uruapan, Michoacán
- Acuecucyoticihuati (15 x 3 m) - Deleg. Iztapalapa, Ciudad de México
- Nuestra Fuerza (5 x 2,5 m) - Erongarícuaro, Michoacán
- Sacrificio Bendito - Uruapan, Michoacán
- Hombres del Maíz (17 x 2,5 m) - Zamora, Michoacán
- Madre Luna (3 x 2,8 m) - San Martín Montoya, Oaxaca
- Abuela Luna (3 x 2,7 m) - Santa María Atzompa, Oaxaca
- Los Binigulaza (2,44 x 1,22 m) - Santa María Atzompa, Oaxaca